# 100 mètres nage libre féminin aux Jeux olympiques d'été de 1924
L'épreuve de 100 mètres nage libre féminin des Jeux olympiques de 1924 a eu lieu du 19 au 20 juillet 1924 dans un bassin long de 50 mètres, le stade aquatique des Tourelles à Paris.
Le record olympique remonte aux Jeux olympiques d'Anvers en 1920, établi en finale par l'Américaine Ethelda Bleibtrey en 1 min 13 s 60. Le record du monde appartient à une autre Américaine, Gertrude Ederle, en 1 min 12 s 80 depuis le printemps 1923.
Les remarquables performances des nageuses de cette épreuve ont fait dire aux observateurs que la natation féminine avait réalisé d'immenses progrès depuis ses débuts en 1912, justifiant pleinement par là son intégration dans le programme olympique.
Toutes les concurrentes ont adopté le crawl pour la nage libre. La domination des nageuses américaines Ethel Lackie, Mariechen Wehselau et Gertrude Ederle est totale : elles réalisent les trois meilleurs des séries, des demi-finales et de la finale, seul l'ordre changeant pour la finale. Derrière elles, deux des nageuses britanniques, Constance Jeans et Vera Tanner, réalisent les 4e et 5e temps des séries, demi-finales et finale. Toutes les autres nageuses sont reléguées à près de dix secondes des Américaines.

## Séries
Les séries du 100 mètres nage libre féminin ont lieu le samedi 19 juillet après-midi,. Les entrées lors de cette demi-journée sont comptées à un peu plus de 5 200 spectateurs. Les deux premières de chaque série et la meilleure troisième sont qualifiées pour les demi-finales.
Vingt nageuses venues de huit pays sont engagées. Quatre nageuses sont forfaits : la Française Gilberte Mortier ; les Néerlandaises Marie Baron et Alida Bolten ; et la Tchécoslovaque Eva Chaloupková. Au total, ce sont seize nageuses venues de sept pays qui s'affrontent.
Les séries sont, comme prévu, survolées par les trois nageuses américaines. Mariechen Wehselau s'impose d'emblée avec un record du monde qu'elle voulait battre (et un record olympique) dès la première série ; la deuxième nageuse, le Britannique Vera Tanner termine à plus de dix secondes. En deuxième série, la Française Ernestine Lebrun part vite et vire en tête au 50 mètres, l'Américaine Ethel Lackie produit alors son effort. Elle nage elle aussi plus vite que le record olympique de 1920. Derrière, la Britannique Florence Barker et la Française se disputent la deuxième place qualificative, distancées malgré tout d'une bonne dizaine de mètres. C'est finalement la Britannique qui l'emporte. La troisième série est encore dominée par une nageuse américaine, Gertrude Ederle tout juste dépossédée de son record du monde. Elle prend la tête dès le départ et ne la lâche plus. Elle touche elle aussi en dessous du record olympique de 1920 ; elle est une dizaine de secondes devant la deuxième nageuse, la Française Mariette Protin qualifiée pour les demi-finales grâce à un sprint dans les derniers mètres lui permettant de devancer de très peu la Danoise Hedevig Rasmussen. La Britannique Constance Jeans qui remporte la quatrième série paraît être la seule à pouvoir rivaliser avec les nageuses américaines. Elle produit son effort dans la seconde longueur pour s'imposer. La nageuse néo-zélandaise Gwitha Shand ne prend la deuxième place qualificative que dans les derniers mètres. La domination anglo-saxonne est donc presque totale : les trois nageuses américaines, les trois nageuses britanniques et la nageuse néo-zélandaise Gwitha Shand prennent sept des neuf places en demi-finales ; s'y joignent une Française, Mariette Protin et une Néerlandaise Marie Vierdag,,.
| Série | Rang | Pays | Nom                  | Temps         | Qualification           |
| ----- | ---- | ---- | -------------------- | ------------- | ----------------------- |
| 1     | 1    |      | Mariechen Wehselau   | 1 min 12 s 20 | Q (RM et RO)            |
| 1     | 2    |      | Vera Tanner          | 1 min 22 s 40 | Q                       |
| 1     | 3    |      | Agnete Olsen         | 1 min 23 s    |                         |
| 1     | n.c  |      | Alida Bolten (en)    | DNS           |                         |
| 1     | n.c  |      | Gilberte Mortier     | DNS           |                         |
| 2     | 1    |      | Ethel Lackie         | 1 min 12 s 80 | Q                       |
| 2     | 2    |      | Florence Barker      | 1 min 20 s 80 | Q                       |
| 2     | 3    |      | Ernestine Lebrun     | 1 min 23 s 40 |                         |
| 2     | 4    |      | Wivan Pettersson     | 1 min 27 s 40 |                         |
| 2     | 5    |      | Karen Maud Rasmussen | 1 min 29 s    |                         |
| 3     | 1    |      | Gertrude Ederle      | 1 min 12 s 60 | Q                       |
| 3     | 2    |      | Mariette Protin      | 1 min 22 s 20 | Q                       |
| 3     | 3    |      | Hedevig Rasmussen    | 1 min 22 s 40 |                         |
| 3     | 4    |      | Gulli Ewerlund       | 1 min 23 s 20 |                         |
| 3     | n.c  |      | Marie Baron          | DNS           |                         |
| 4     | 1    |      | Constance Jeans      | 1 min 16 s    | Q                       |
| 4     | 2    |      | Gwitha Shand         | 1 min 21 s    | Q                       |
| 4     | 3    |      | Marie Vierdag        | 1 min 22 s    | q (meilleure troisième) |
| 4     | 4    |      | Hjördis Töpel        | 1 min 25 s 80 |                         |
| 4     | n.c  |      | Eva Chaloupková      | DNS           |                         |

## Demi-finales
Les demi-finales du 100 mètres nage libre féminin ont lieu le dimanche 20 juillet le matin, devant un peu moins de 1 750 spectateurs. Les deux premières de chaque série et la meilleure troisième sont qualifiées pour la finale.
Les demi-finales, un peu moins rapides que les séries restent dominées par les nageuses anglo-saxonnes. Les trois nageuses américaines et les deux Britanniques entrent en finale. Seule la seconde demi-finale est marquée par un léger suspense. Gertrude Ederle ne réussit en effet à décrocher Constance Jeans que dans la seconde longueur. Pour la place d'honneur, c'est longtemps indécis entre la Française Protin et la Néo-Zélandaise Shand. Cette dernière devance son adversaire d'une main dans le finish,.

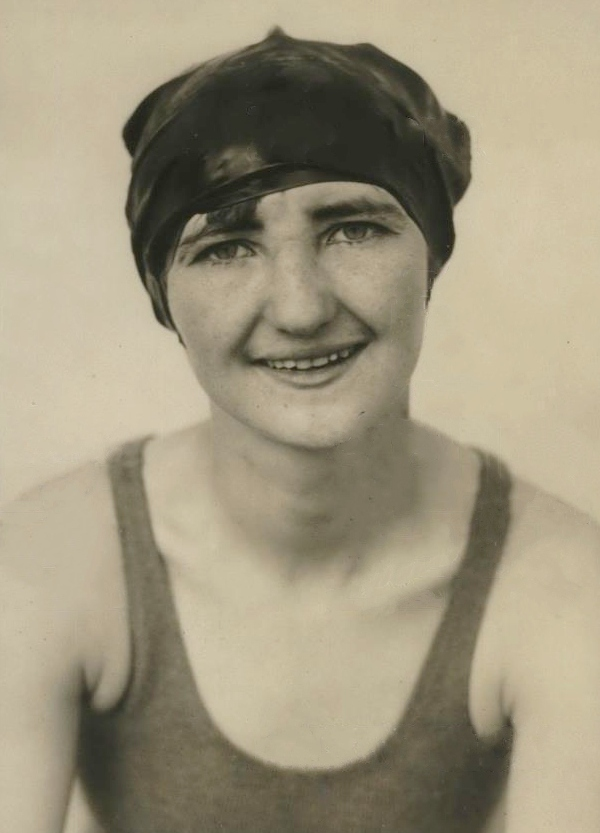
Ethel Lackie, vainqueur de l'épreuve.

| Série | Rang | Pays | Nom                | Temps         | Qualification           |
| ----- | ---- | ---- | ------------------ | ------------- | ----------------------- |
| 1     | 1    |      | Mariechen Wehselau | 1 min 15 s 20 | Q                       |
| 1     | 2    |      | Ethel Lackie       | 1 min 16 s    | Q                       |
| 1     | 3    |      | Vera Tanner        | 1 min 18 s 60 | q (meilleure troisième) |
| 1     | 4    |      | Marie Vierdag      | 1 min 21 s 40 |                         |
| 1     | 5    |      | Florence Barker    | 1 min 21 s 60 |                         |
| 2     | 1    |      | Gertrude Ederle    | 1 min 15 s 40 | Q                       |
| 2     | 2    |      | Constance Jeans    | 1 min 16 s 60 | Q                       |
| 2     | 3    |      | Gwitha Shand       | 1 min 22 s 40 |                         |
| 2     | 4    |      | Mariette Protin    | 1 min 22 s 80 |                         |

## Finale
| Rang | Pays | Nom                | Temps         |                                            |
| ---- | ---- | ------------------ | ------------- | ------------------------------------------ |
| 1    |      | Ethel Lackie       | 1 min 12 s 40 |                                            |
| 2    |      | Mariechen Wehselau | 1 min 12 s 80 |                                            |
| 3    |      | Gertrude Ederle    | 1 min 14 s 20 |                                            |
| 4    |      | Constance Jeans    | 1 min 15 s 40 |                                            |
| 5    |      | Vera Tanner        | 1 min 20 s 80 |                                            |
| 6    |      | Marie Vierdag      |               | Décision du jury 6e temps des demi-finales |

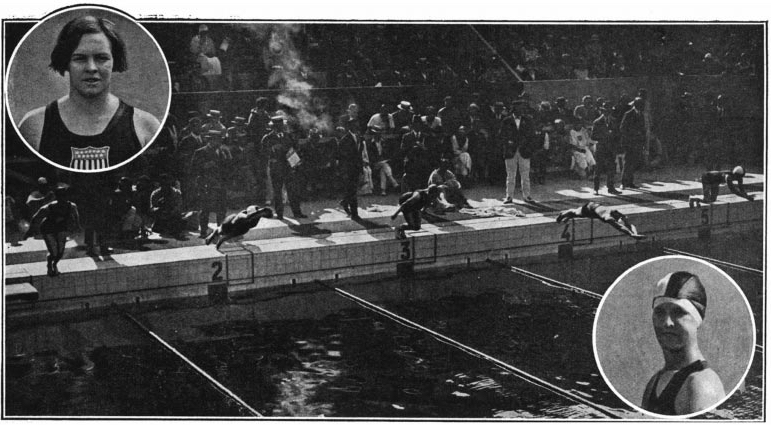
Départ de la finale : De gauche à droite : Constance Jeans (GB) termine 4e ; Mariechen Wehselau (USA) termine 2e ; Vera Tanner (GB) termine 5e ; Gertrude Ederle (USA) termine 3e ; Ethel Lackie (USA) termine ; coin haut gauche Mariechen Wehselau (USA) ; coin bas droite Gertrude Ederle (USA)

La finale se déroule le dimanche 20 juillet après-midi, devant un peu moins de 7 000 spectateurs. D'après le journal L'Auto, le stade aurait été plein et on aurait refusé du monde. Cette après-midi de finales, avec celles du 100 mètres nage libre hommes et deux de plongeon, se déroule sous un grand soleil. Elle est considérée par les organisateurs comme l'apothéose des compétitions nautiques et elle leur rapporte près de 80 000 Francs-or.
La tribune officielle comprend les princes Carol de Roumanie et Gustave-Adolphe de Suède, le baron Pierre de Coubertin et le comte Jean de Castellane, président de la Fédération française de natation et de sauvetage. Ces quatre hommes remettent les récompenses des compétitions.
La finale est totalement dominée par les nageuses américaines, sans surprise. Cependant, alors que les observateurs prévoyaient un duel entre Mariechen Wehselau et Gertrude Ederle qui avaient réalisé les deux meilleurs des séries et des demi-finales, elles se font surprendre par la jeune Ethel Lackie. Gertrude Ederle prend pourtant un bon départ et domine longtemps la course. Elle craque dans la partie finale et finit lâchée par ses adversaires. Wehselau concède une demi-longueur à Lackie. Selon le journal sportif L'Auto, Wehselau se serait concentré sur son duel contre Ederle et n'aurait pas vu Lackie sur l'extérieur, se faisant devancer dans les derniers mètres. La Britannique Constance Jeans finit au pied du podium, sans avoir démérité ni avoir pu vraiment rivaliser,,.